# 泰勒海

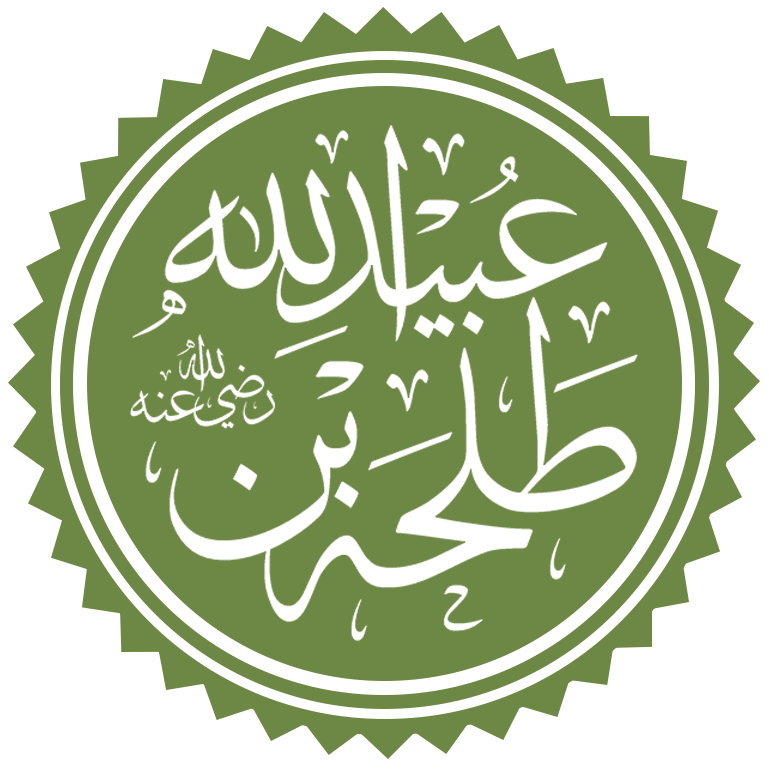
泰勒海的阿拉伯名字書法

泰勒海·伊本·乌拜杜拉（阿拉伯语：‎，594年—656年）是伊斯兰教先知穆罕默德的萨哈巴，也是穆罕默德所預言真主阿拉所指定的十個能在死後上天堂的人之一。他曾經參與武侯德之戰和駱駝之戰，並在後者中戰死。